# メガミンクス

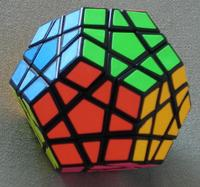
6色のメガミンクス

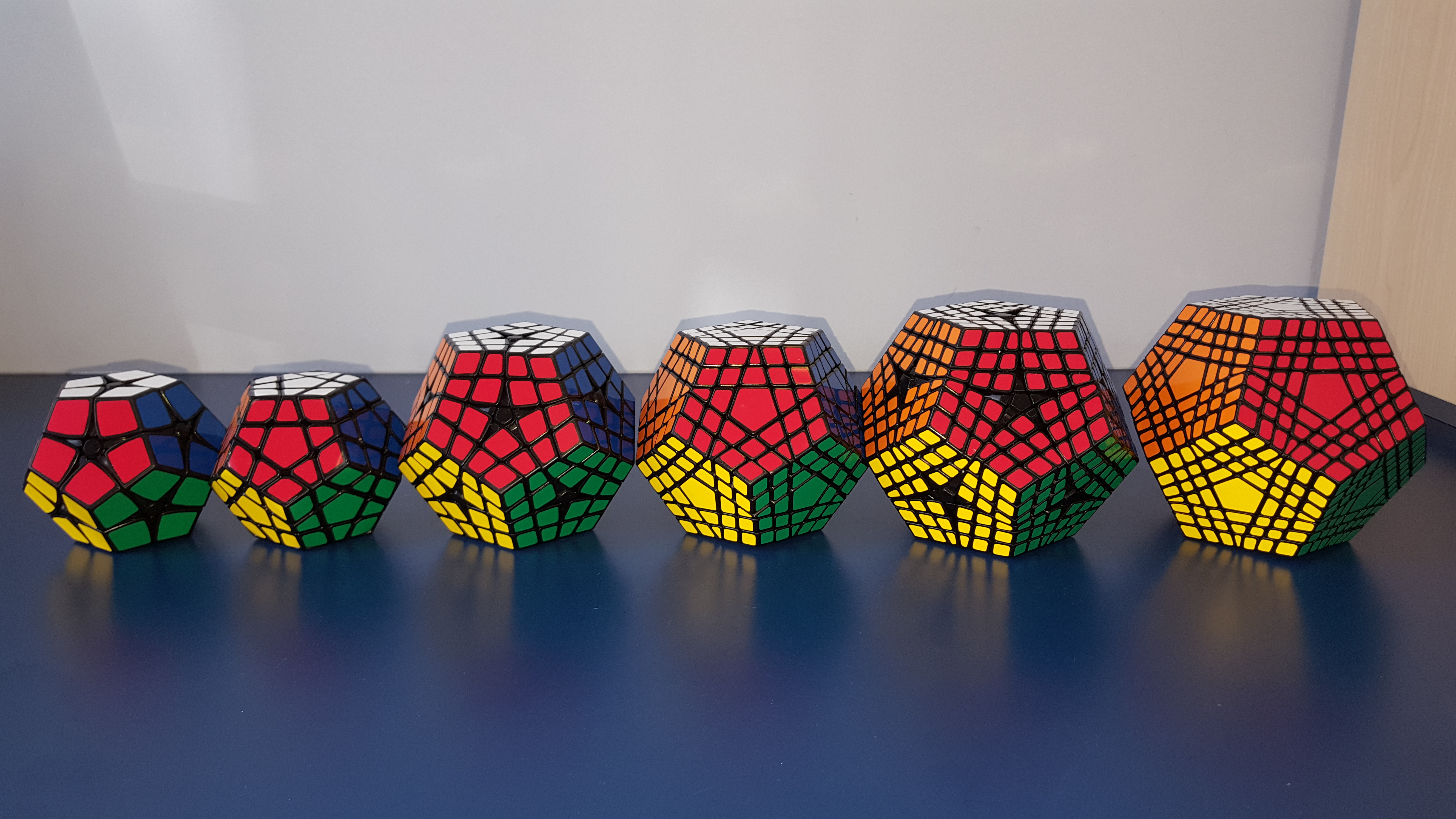
左からKilominx, Megaminx, Master Kilominx, Gigaminx, Elite Kilominx, Teraminx。更にもう一列拡張したPetaminx,更にまた一列拡張したexaminxというのも販売されている

メガミンクス(Megaminx)はウヴェ・メファート(Uwe Meffert)によって発明されたルービックキューブに似ている正十二面体のパズルである。
ルービックキューブでは20個だった再配列移動可能なピースは50個に増えている。
すべての面を違う色にした12色版と向かい合った面を同じ色にした6色版がある。

## 歴史
メガミンクスは数人の人々によって同時に発明され、わずかに意匠相違を持った異なるいくつかのメーカーによって製造された。メファートは特許のうちのいくつかの権利を買い、メガミンクスの名前で彼のパズルショップの「Meffert's」で売り続けている。

## 組み合わせの数
12色版のメガミンクスは 1.0×1068、6色版のメガミンクスは 6.1×1063 の組み合わせの数を持っている。

## 公式記録
ルービックキューブの記録一覧を参照

## 関連
- ポケットキューブ
- ルービックキューブ
- スキューブダイアモンド
- ピラミンクス
- ドジック